# Liste de composés organiques C24
| Liste de composés organiques                                                                     |
| C 2 C3 C4 C5 C6 C7 C8 C9 C10 C11 C12 C13 C14 C15 C16 C17 C18 C19 C20 C21 C22 C23 C24 C25 C26 C27 |

| Formule chimique | Nom                                 | Numéro CAS  |
| ---------------- | ----------------------------------- | ----------- |
| C24H16F6N4O2     | métaflumizone                       | 139968-49-3 |
| C24H21Cl6O6P     | 2,4-DEP                             | 94-84-8     |
| C24H22ClF3O3     | flufenprox                          | 107713-58-6 |
| C24H23BrF2O3     | brofenprox                          | 111872-58-3 |
| C24H23NO         | JWH-018                             | 209414-07-3 |
| C24H24F3NO4      | Cyflumétofène                       | 400882-07-7 |
| C24H25NO3        | cyphénothrine                       | 39515-40-7  |
| C24H27N2O13      | bétanine                            | 7659-95-2   |
| C24H27N3O4       | fenpyroximate                       | 134098-61-6 |
| C24H28ClN5O3     | diménhydrinate                      | 523-87-5    |
| C24H28F3N3O3     | tafénoquine                         | 106635-80-7 |
| C24H28O3         | bioéthanométhrine                   | 22431-62-5  |
| C24H30N2O3       | chromafénozide                      | 143807-66-3 |
| C24H30N2O3       | carfentanil                         | 59708-52-0  |
| C24H31N3O2       | cyénopyrafène                       | 560121-52-0 |
| C24H32ClNO4S     | profoxydim                          | 139001-49-3 |
| C24H32O4         | acéquinocyl                         | 57960-19-7  |
| C24H32O6         | désonide                            | 638-94-8    |
| C24H34N8O4S2     | disulfure de thiamine               | 67-16-3     |
| C24H33NO4        | butroxydim                          | 138164-12-2 |
| C24H35N5O5       | ximélagatran                        | 192939-46-1 |
| C24H36N8O10P2S2  | monophosphate disulfure de thiamine | 992-46-1    |
| C24H36O3         | nabilone                            | 51022-71-0  |
| C24H37N3O5       | dinex-diclexine                     | 317-83-9    |
| C24H40N2         | conessine                           | 546-06-5    |
| C24H40O8         | piprotal                            | 5281-13-0   |
| C24H42O21        | stachyose                           | 470-55-3    |
| C24H53N7O6       | triacétate d'iminoctadine           | 57520-17-9  |
| C24H54OSn2       | oxyde de tributylétain              | 56-35-9     |